# Akysis portellus
Akysis portellus és una espècie de peix de la família dels akísids i de l'ordre dels siluriformes.

## Morfologia
- Els mascles poden assolir els 3,4 cm de llargària total.
- Nombre de vèrtebres: 32-33.[4]

## Distribució geogràfica
Es troba a Àsia: Myanmar.